# Juriniopsis niditiventris
Juriniopsis niditiventris là một loài ruồi trong họ Tachinidae.